# マウスジェスチャー
マウスジェスチャー、もしくはマウスジェスチャ（英: mouse gesture）は、ポインティングデバイスを用いたコンピュータの操作方法の一つ。通常のマウスを始めとするポインティングデバイスは、ウィジェットボタンをクリックすることでコンピュータにコマンドの実行を指示するが、マウスジェスチャでは主にマウスポインタの移動などによって指示する。先述の通りマウスポインタさえ動けばいいのでトラックボールなど、マウスではないポインティングデバイスでも利用することはできるが、日本では「マウスジェスチャー」と呼ばれることが多い。タッチパネルにおけるジェスチャーはマウスジェスチャーとは体系が異なる部分も多いのでマルチタッチ#マルチタッチジェスチャーも参照のこと。

## 概要
特にマウスポインタの移動による軌跡によって指定されたコマンドを実行するものを狭義のマウスジェスチャと呼ぶ。このとき、通常のポインタ移動やドラッグ・アンド・ドロップ操作と区別するため、マウスのボタンやキーボードの特定のキー（多くは修飾キー）を押しながらマウスを動かす場合が多い。
また、マルチタッチデバイスに対して何本かの指で触れて操作することを特にマルチタッチジェスチャ(Multi-touch gestures)と呼ぶ。これはマウスジェスチャのように指の軌跡によってコマンドを認識するものと、何本の指でどの方向にスワイプされたかによってコマンドを認識するものがある。
ソフトウェアによっては、マウスボタンを押しながらマウスホイールを回すことでホイールジェスチャ(Wheel gestures)と呼ばれるジェスチャができるものもある。
マウスの右ボタンを押しながら左ボタンを何回か押す、あるいは左ボタンを押しながら右ボタンを何回か押すなどのマウスボタンのみに依存するジェスチャはロッカージェスチャ(Rocker gestures)と呼ばれる。
マウスジェスチャによる操作は、カーソルを特定のボタンやアイコンまで移動させる必要がないため操作に慣れると非常に手軽にソフトを操作できるようになる利点がある。
これらのジェスチャの機能は、Windows 7以前はOSに標準で搭載されている機能ではなかったが、Windows 7では、ウィンドウサイズを変更するためのジェスチャとしてAero SnapやAero Shakeが実装された。また、それ以前にもウェブブラウザを始めとする多くのソフトウェアで独自にマウスジェスチャによる操作方法を採用しており、例えばウェブブラウザでは画面遷移（戻る/進む）やタブ/ウィンドウを閉じるなどの操作が可能である。対応していない環境で使用する場合はマウスジェスチャーに対応させるためのユーティリティソフトウェアを利用する。

## 歴史
マウスを活用して何らかの動作を可能にする機能を持ったソフトウェア自体は昔から存在していたが、2001年にOperaがマウスジェスチャー機能を標準で搭載したことによって広く知られるようになった。それに他のブラウザも追随したため、標準でマウスジェスチャー機能を搭載するブラウザ、または拡張機能をインストールすることでマウスジェスチャー機能が使えるようになるブラウザが数多く誕生した。
ブラウザ以外のソフトウェアにおいて、標準でマウスジェスチャー機能が使えるものは2008年の時点においては少ないが、システムにインストールすることで、さまざまなアプリケーションでマウスジェスチャーを可能にするソフトも存在する。

## マウスジェスチャーを搭載したおもなソフトウェア
ウェブブラウザ
標準で搭載している物
- Vivaldi
- Sleipnir
- BugBrowser
- Grani
- KIKI
- Lunascape
- Opera
- unDonut
- ぶら。
- 風博士
- Woopie Browser
- CoolNovo
- Kinza

拡張機能として使用できる物
- Mozilla Firefox（拡張機能 (Mozilla)：All-in-One Gestures, FireGesturesなど）
- Internet Explorer
- Google Chrome

2ちゃんねるブラウザ
- Jane
- Twintail
- V2C

その他
- あやめ（ランチャー）

## さまざまなアプリケーションでマウスジェスチャーを可能にするソフト
Windows用
- マウ筋
- StrokeIt
- かざぐるマウス
- MouseGesture.ahk（AutoHotkeyスクリプト）
- gMote
- High Sign

MacOS用
- CocoaSuite
- xGestures!
- Expogesture
- FlyGesture

## マウスジェスチャーを可能にする拡張機能
Internet Explorer用
- HandyGestures

Mozilla Firefox用
- FireGestures
- All-in One Gestures
- Mouse Gestures Redox

Google Chrome用
- Chrome Gestures
- nkGestures
- Mouse Stroke
- ChromeGuestures